# La Vieille Taupe
Pour les articles homonymes, voir Taupe (homonymie).

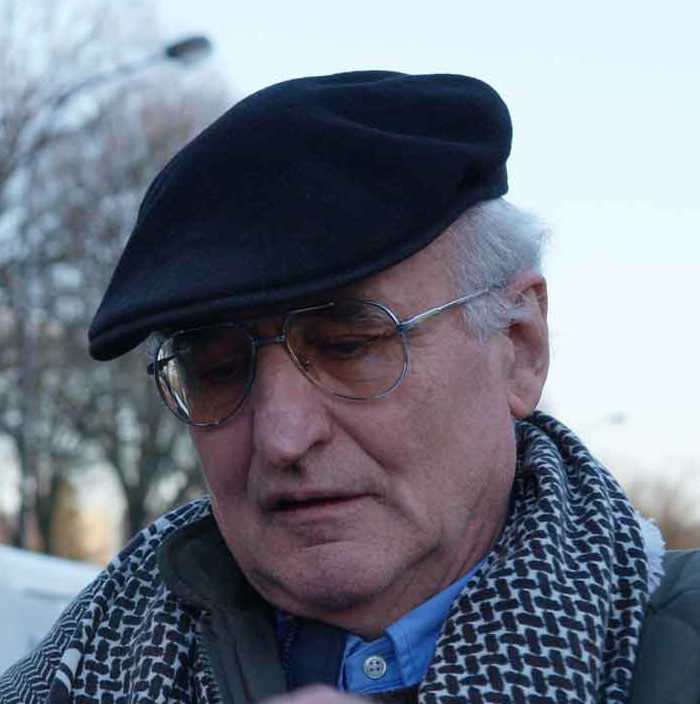
Pierre Guillaume en 2003.

La Vieille Taupe est à l'origine une librairie d'ultragauche ouverte par Pierre Guillaume à Paris en 1965, dirigée par un collectif militant du même nom. Après sa fermeture en 1972, son nom est repris par Pierre Guillaume pour une maison d'édition de 1979 à 1991, puis une revue de 1995 à 2000, publiant toutes deux des textes négationnistes. 

## Origine du nom
Le nom provient d'une citation très répandue de Karl Marx sur la révolution :

« Nous reconnaissons notre vieille amie, notre vieille taupe qui sait si bien travailler sous terre pour apparaître brusquement… »

qui est une reprise d'une formule de Hegel citant le Hamlet de Shakespeare :

« Souvent, il semble que l'esprit s'oublie, se perde, mais à l'intérieur, il est toujours en opposition avec lui-même. Il est progrès intérieur — comme Hamlet dit de l'esprit de son père : “Bien travaillé, vieille taupe !” »

Rosa Luxemburg avait donné ce nom à un texte de 1917.

## Librairie marxiste (1965-1972)

### Effervescence d'ultragauche
La librairie de La Vieille Taupe est ouverte par Pierre Guillaume en septembre 1965 au 1, rue des Fossés-Saint-Jacques, dans le 5e arrondissement de Paris. Il y est rejoint par Jacques Baynac en 1966. À l'automne 1967, après la rupture de ces derniers avec le mouvement Pouvoir ouvrier, suivie par celle d'une poignée de jeune militants,, La Vieille Taupe devient un groupe de réflexion informel où l'on trouve notamment François Cerutti (plus connu sous le pseudonyme François Martin), Bernard Ferry et Americo Nunes da Silva,. Ce groupe « s'intéresse aux dissidences de l'extrême-gauche » et « [baigne] alors dans la mouvance de Socialisme ou Barbarie et de l'Internationale situationniste ».
En 1967, Pierre Guillaume relance la publication des Cahiers Spartacus avec René Lefeuvre et rachète le fond Costes, éditeur de Marx avant-guerre. La Vieille Taupe peut dès lors diffuser des textes rares de l'ultragauche, du luxemburgisme à l'Internationale situationniste. Les événements de mai 1968 donnent au groupe de La Vieille Taupe l'occasion de participer au comité de la faculté Censier et font brièvement la prospérité de la librairie.

### Premier tournant négationniste: Rassinier et Bordiga redécouverts
C'est également en 1968 que Pierre Guillaume découvre l'un des ouvrages fondateurs du négationnisme, Le Mensonge d'Ulysse de Paul Rassinier qu'il juge « extraordinaire, extrêmement éclairant », mais cependant « insuffisant ». Guillaume trouve en effet chez Rassinier et sa dénonciation du rôle supposé des communistes dans les camps une nouvelle justification de son propre antistalinisme. Mais c'est la redécouverte, puis la réédition « sous la responsabilité de Gilles Dauvé », d'un obscur texte du mouvement bordiguiste du début des années 1960, Auschwitz ou le grand alibi, qui est décisif. Cet opuscule joue en effet un rôle déclencheur pour Guillaume et une partie du groupe de La Vieille Taupe, lesquels adoptent alors « une conception ultra-marxiste envers le génocide et [posent] les bases d'un négationnisme d'ultragauche »

### Ruptures et mise en sommeil
Cette nouvelle orientation de Guillaume suscite en novembre 1969-janvier 1970 la rupture avec Jacques Baynac, suivi par d'autres membres du collectif. La Vieille Taupe perd d'autre part son statut de diffuseur privilégié avec la publication plus accessible des textes révolutionnaires par les éditeurs populaires. En 1972, ce qu'il reste du groupe originel de La Vieille Taupe, réduit essentiellement à Pierre Guillaume, Gilles Dauvé et François Martin, devient Le Mouvement communiste qui diffuse quelques exemplaires d'un bulletin du même nom sous la direction de Gilles Dauvé, puis la librairie ferme finalement le 15 décembre 1972.
Gilles Dauvé republie cependant à nouveau Auschwitz ou le grand alibi dans l'avant dernier numéro du Mouvement communiste en octobre 1973, accompagné d'une déclaration vigoureusement opposée tout à la fois à l'antifascisme et à l'antiracisme.

## Maison d'édition négationniste (1979-1991)
En 1979, Pierre Guillaume republie Le Mensonge d'Ulysse du négationniste Paul Rassinier, et reprend pour l'occasion le nom de La Vieille Taupe, bien que cette nouvelle maison d'édition n'ait que le nom en commun avec le mouvement des années 1960. Pierre Guillaume apporte en effet son soutien à Robert Faurisson. Après la publication en avril 1980 du pamphlet négationniste de Serge Thion, Vérité historique ou Vérité politique ? Le dossier de l'affaire Faurisson, la question des chambres à gaz, 

« il est clair […] que La Vieille Taupe fonctionne comme un petit groupe à part entière, entièrement voué à la négation de la Shoah, dont les principaux protagonistes sont Pierre Guillaume, Serge Thion, Jacob Assous, Denis Authier, Gabriel Cohn-Bendit, Maurice di Scuillo, Jean-Luc Redlinski, Gabor Tamàs Rittersporn. »

Plusieurs membres de La Vieille Taupe de la première époque, sollicités par Pierre Guillaume, marquent leurs distances avec cette orientation négationniste. C'est le cas en particulier de Bernard Ferry ainsi que de Jacques Baynac. Ce dernier publie le 26 octobre 1980 dans Libération une première tribune collective cosignée par d'autres anciens de La Vieille Taupe ou plus généralement de l'« ultragauche » : intitulée « La gangrène », elle dénonce cette dérive « révisionniste ». Jacques Baynac publie par la suite de nombreux autres textes s'opposant à Pierre Guillaume, comme en décembre 1980 dans Le Monde où il rappelle qu'« à l'exception de M. Pierre Guillaume […], aucun des fondateurs et “piliers” de ce groupe informel […] ne cautionne l'actuelle Vieille Taupe. »
En 1990, Pierre Guillaume rouvre une librairie au numéro 12 de la rue d'Ulm dans le 5e arrondissement de Paris, qui propose aussi bien des ouvrages négationnistes que d'autres textes. Son isolement après l'abandon par les militants du début des années 1980, le peu de fréquentation de la librairie, les difficultés financières et quelques manifestations hostiles conduisent à sa fermeture en 1991.

## Revue négationniste (1995-2000)
À partir de 1995, Pierre Guillaume a fait publier une revue La Vieille Taupe, à parution très irrégulière. Le second numéro, qui sort en décembre 1995, est un texte de Roger Garaudy, « Mythes fondateurs de la politique israélienne » à teneur négationniste qui finit par faire grand bruit, apportant à cette nouvelle Vieille Taupe, un souffle médiatique et financier inespéré.
L'adoption de la loi Gayssot et la condamnation de Pierre Guillaume par l'ensemble de l'extrême gauche ont considérablement réduit depuis ses activités. Elle cesse de paraître en 2000 après 12 numéros.